# Agylla exscissa
Agylla exscissa är en fjärilsart som beskrevs av William Schaus 1911. Agylla exscissa ingår i släktet Agylla och familjen björnspinnare. Inga underarter finns listade i Catalogue of Life.